# Glaucopsyche phobos
Glaucopsyche phobos är en fjärilsart som beskrevs av Johann Andreas Benignus Bergsträsser 1779. Glaucopsyche phobos ingår i släktet Glaucopsyche och familjen juvelvingar. Inga underarter finns listade i Catalogue of Life.